# Руис, Теофило
Теофило Руис (Teofilo («Teo») F. Ruiz; род. 2 января 1943, Куба) — американский медиевист. Доктор философии (1974), заслуженный профессор-эмерит Калифорнийского университета в Лос-Анджелесе. Исследователь общества и народной культуры Кастилии. Член Американской академии искусств и наук (2013). Лауреат AHA Premio del Rey (1995) и др. отличий.
Его семья восходит корнями к Старой Кастилии.
Вырос на Кубе, родился в кубинской семье среднего класса и собирался стать юристом, как и его отец. Но во время революции, подростком присоединится к восстанию против Батисты. Однако режим Кастро так же не вызвал его сочувствия; он арестовывается, а при освобождении перебирается в Майами в 1961. Откуда вскорости — в Нью-Йорк. В юности был религиозным (католиком), затем стал атеистом.
Окончил Городской колледж Нью-Йорка (бакалавр B.A. по истории Magna Cum Laude, 1969), перед чем посещал бесплатную школу при котором. В колледже его увлечет курс по средневековью.
Степень магистра M.A. по истории получил в Нью-Йоркском университете.
Ученик Джозефа Стрейера, получил докторскую степень по истории в Принстоне. Преподавал в Бруклинском колледже, Мичиганском университете, Высшей школе социальных наук. С июля 1998 в Калифорнийском университете в Лос-Анджелесе, заведовал кафедрой истории. С 2019 на пенсии.
Автор 16 книг и более ста статей, исследовал культуру и общество средневековой и ранней современной Испании.
Автор книг The Terror of History: On the Uncertainties of Life in the Western World (Princeton University Press, 2011), A King’s Travels: Festivals, Spectacles, and Power in Late Medieval and Early Modern Spain (Принстон, 2012). По контракту с Blackwell работает над книгой The Western Mediterranean and the World, 400 to the Present. Др. книги:
- From Heaven to Earth: The Reordering of Castilian Society, 1150‒1350 (Princeton, 2004)
- Spain’s Centuries of Crisis: 1300‒1474 (Oxford, 2007)
- A Social History of Spain, 1400—1600

Соредактор, вместе с Уильямом Джорданом, Order and Innovation in the Middle Ages: Essays in Honor of Joseph R. Strayer.
Отличия
- AHA’s Premio del Rey (1995)
- Профессор 1995 года по версии Фонда Карнеги по улучшению преподавания
- UCLA’s Distinguished Teacher Award (2008)
- One of Choice’s Outstanding Academic Titles (2012)
- American Historical Association Award for Scholarly Distinction (2021)[8]
- UCLA Dickson Emeritus Professorship Award (2023-24)[9]